# Municipio de Picton
El municipio de Picton (en inglés: Picton Township) es un municipio ubicado en el condado de Towner en el estado estadounidense de Dakota del Norte. En el año 2010 tenía una población de 27 habitantes y una densidad poblacional de 0,24 personas por km².

## Geografía
El municipio de Picton se encuentra ubicado en las coordenadas 48°56′54″N 99°26′51″O / 48.94833, -99.44750. Según la Oficina del Censo de los Estados Unidos, el municipio tiene una superficie total de 114.81 km², de la cual 114,24 km² corresponden a tierra firme y (0,5 %) 0,57 km² es agua.

## Demografía
Según el censo de 2010, había 27 personas residiendo en el municipio de Picton. La densidad de población era de 0,24 hab./km². De los 27 habitantes, el municipio de Picton estaba compuesto por el 88,89 % blancos, el 11,11 % eran amerindios. Del total de la población el 0 % eran hispanos o latinos de cualquier raza.